# Хадсон (Северна Каролина)
Хадсон (енгл. Hudson) град је у америчкој савезној држави Северна Каролина.

## Демографија
По попису из 2010. године број становника је 3.776, што је 698 (22,7%) становника више него 2000. године.
| Група             | 2000.         | 2010.         |
| Белци             | 2.989 (97,1%) | 3.446 (91,3%) |
| Афроамериканци    | 4 (0,1%)      | 71 (1,9%)     |
| Азијати           | 25 (0,8%)     | 8 (0,2%)      |
| Хиспаноамериканци | 46 (1,5%)     | 218 (5,8%)    |
| Укупно            | 3.078         | 3.776         |